# Cervona Volea, Novohrad-Volînskîi
Cervona Volea (în ucraineană Червона Воля) este localitatea de reședință a comunei Cervona Volea din raionul Novohrad-Volînskîi, regiunea Jîtomîr, Ucraina.

## Demografie
Componența lingvistică a localității Cervona Volea
     Ucraineană (99,75%)
     Alte limbi (0,25%)
Conform recensământului din 2001, majoritatea populației localității Cervona Volea era vorbitoare de ucraineană (99,75%), existând în minoritate și vorbitori de alte limbi.